# Temps d'atac de la sonoritat
A la fonètica, el temps d'atac de la sonoritat (TAS) és una característica de la producció de consonants oclusives. Hi diversos problemes en definir el TAS per a algunes llengües, i hi ha una crida per reconsiderar si aquest paràmetre de síntesi de la parla s'hauria d'usar per reemplaçar paràmetres dels models articulatori i aerodinàmic que no tenen aquests problemes.
L'atractiu d'aquest concepte és que com a paràmetre acústic, a vegades pot ser més fàcil de mesurar que un paràmetre aerodinàmic (la pressió o el flux d'aire) o un paràmetre articulatori (l'interval de tancament o la duració, abast i temps de un gest de plegament vocal d'abducció).

## Història i definició
A la fonètica, el temps d'atac de la sonoritat (TAS) és una característica de la producció de consonants oclusives. Es defineix com la longitud del temps que transcorre entre del llançament d'una consonant oclusiva i l'inici de la veu, la vibració dels plecs vocals, o, d'acord amb altres autors, la periodicitat. Alguns autors permeten valors negatius per marcar la sonoritat que comença durant el període de tancament articulatori per a la consonant i continua en el llançament, per a aquelles oclusives sonores no aspirades en les quals no hi ha present la sonoritat al l'instant del tancament articulatori.

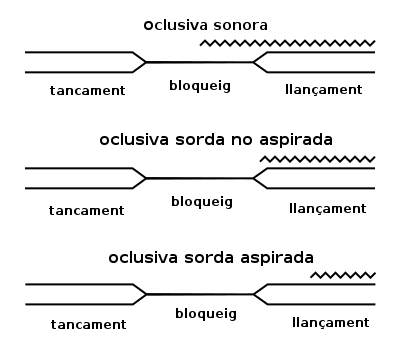
Una representació gràfica del TAS d'oclusives sonores, tènues i aspirades

El concepte de temps d'atac de la sonoritat es pot trobar ja al segle xix quan Hratxià Atxarian (1899: p. 199) va estudiar les oclusives armènies, i les va caracteritzar per la «relation qui existe entre deux moments : celui où la consonne éclate par l'effet de l'expulsion de l'air hors de la bouche, ou explosion, et celui où le larynx entre en vibration» (la relació que hi ha entre dos moments: el primer quan consonant esclata quan l'aire és alliberat a fora de la boca, o explosió, i el moment quan la laringe comença a vibrar). El concepte, tanmateix, esdevindrà popular sols durant la dècada de 1960, en un context descrit per Lin i Wang (2011:p. 514): «En aquell moment, hi havia un debat continu sobre quin atribut fonètic permetria distingir efectivament les oclusives sonores i sordes. Per exemple, les forces sonora, d'aspiració i articulatòria s'estudiaven regularment. A l'anglès, la «sonoritat» pot separar amb èxit /b, d, ɡ/ de /p, t, k/ quan les oclusives estan al mig de les paraules, però això no és sempre cert per a les oclusives d'inici de paraula. Parlant estrictament, les oclusives d'inici de paraula /b, d, ɡ/ son sols parcialment sonoritzades, i alguns cops són fins i tot sordes.» El concepte de TAS adquirirà finalment el seu nom en el famós estudi de Lisker i Abramson (1964).
Un seguit de problemes va aparèixer en definir el TAS per a algunes llengües, i hi ha una crida per reconsiderar si aquest paràmetre de síntesi de la parla s'hauria d'usar per reemplaçar paràmetres dels models articulatori i aerodinàmic que no tenen aquests problemes, i que tenen un significat explicatiu més fort. Com a la discussió de sota, totes les explicacions sobre les variacions TAS conduiran invariablement cap a conceptes aerodinàmics i articulatoris, i no hi cap raó presentada que justifiqui que el TAS afegeix a l'anàlisi, més enllà que, com a paràmetre acústic, a vegades pot ser més fàcil de mesurar que un paràmetre aerodinàmic (la pressió o el flux d'aire) o un paràmetre articulatori (l'interval de tancament o la duració, abast i temps de un gest de plegament vocal d'abducció).

## Anàlisi de consonants
D'acord amb l'anàlisi TAS, els tipus més importants de fonació de les oclusives es poden analitzar en termes de seu temps d'inici vocal.

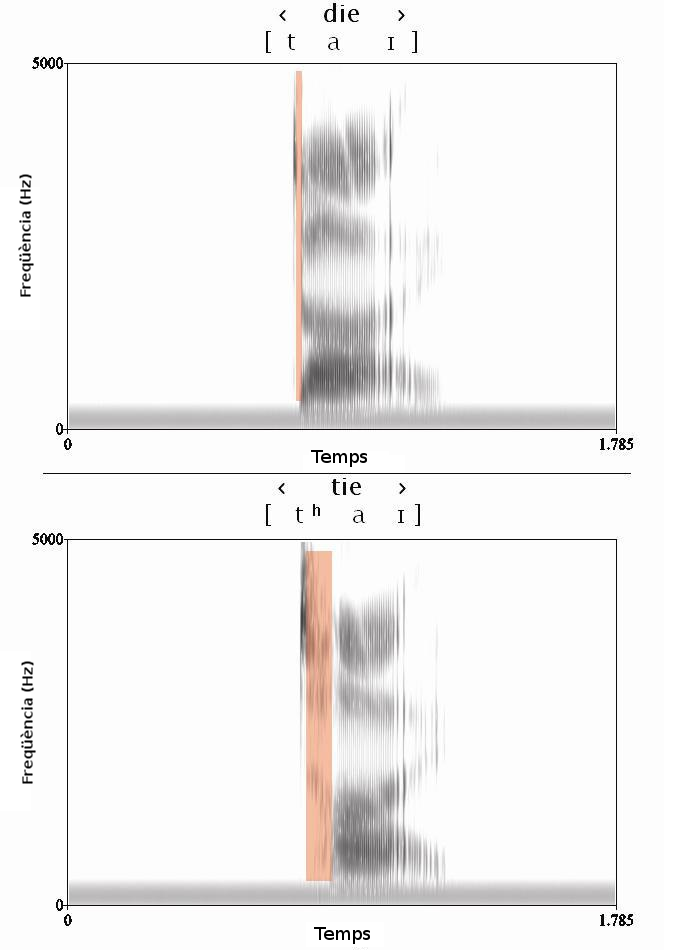
Espectrograma del temps d'inici vocal per a les paraules angleses «die» i «tie». El buit sense veu entre el llançament i la vocalització es destaca en vermell. Aquí el fonema//t// té un TAS de 95 ms., i //d// un de 25 ms.

- Les consonantes oclusives sordes, a vegades anomenades oclusives tènues, tenen un temps d'inici de la veu aproximadament igual a zero, el que significa que la vocalització d'una sonant que la segueix (com ara una vocal) comença aproximadament on s'allibera l'oclusiva. (Un inci de 15 ms o menys a la [t] i de 30 ms o menys a la [k] és inaudible, i compta com a tènue.)

- Les oclusives aspirades seguides d'una sonant tenen un temps d'inici de la vocalització més gran que aquesta quantitat, anomenat un TAS positiu. La longitud del TAS en aquests casos és una mesura pràctica de l'aspiració: quant més gran el TAS, més forta l'aspiració. Al navaho, per exemple, que és fortament aspirat, l'aspiració (i en conseqüència el TAS) dura dos cops més que a l'anglès: 160 ms contra 80 ms per a [kʰ], i 45 ms per a [k]. Algunes llengües tenen aspiracions més febles que l'anglès. Per a oclusives velars, una [k] tènue sol tenir un TAS de 20-30 ms, i la [k] aspirada feblement 50-60 ms, la [kʰ] moderadament aspirada una mitjana de 80-90 ms, i tot el que sigui per sobre de 100 ms es consideraria aspiracio forta. (Per aplicar una mesura TAS a una altra fonació, la sonorització aspirada, es necessita entendre el TAS com un inici de la vocalització modal. Evidentment una consonant aspirada no serà seguida sempre per un so vocalitzat, per la qual cosa no es pot usar el TAS per mesurar-la.)

- Les oclusives sonores tenen un temps d'inici de la veu notablement inferior a zero, un «TAS» negatiu, el que significa que les cordes vocals comencen a vibrar abans que s'alliberi l'oclusiva. Amb una «oclusiva completament sonora», el TAS coincideix amb l'inici de l'oclusiva; amb una «oclusiva parcialment sonora» tal com l'anglès [b, d, ɡ] a la posició inicial, la sonoritat comença en algun moment durant el tancament (oclusió) de la consonant.

Atès que ni l'aspiració ni la sonoritat són absoluts, amb graus intermedis dels dos el termes relatius fortis i lenis s'usen amb freqüència per descriure l'oposició binària entre una sèrie de consonants amb un TAS més alt (més positiu), definit com a «fortis», i una segon sèrie amb TAS més baix (més negatiu), definit com a «lenis». És clar que, sent relatius, el que fortis i lenis signifiquen en una llengua no correspondrà en general amb el que signifiquen en una altra.
El contrast de vocalització s'aplica a tots tipus de consonants, però l'aspiració és generalment únicament una característica de les oclusives i les africades.
|          | Temps d'inici de la sonoritat | Examples | Examples | Examples | Examples      | Examples          | Examples     |
| -------- | ----------------------------- | -------- | -------- | -------- | ------------- | ----------------- | ------------ |
| (fortis) | Aspiració forta'              |          |          | Tlingit  | Navaho, coreà |                   |              |
| ↑        | Aspiració moderada            | Anglès   | Cantonès |          |               |                   | Thai, Armeni |
|          | Aspiracio moderada            |          |          |          | Navaho, coreà | Japonès           |              |
|          | Tènue                         |          | Cantonès | Tlingit  | Coreà         | Espanyol, Japonès | Thai, Armeni |
| ↓        | Parcialment sonora            | Anglès   |          |          |               |                   |              |
| (lenis)  | Sonora completa               |          |          |          |               | Japonès, espanyol | Thai, Armeni |